# 弘南バス金木案内所
| 金木案内所のデータ |                                          |
| バス事業者         | 弘南バス （←弘南サービス） （←弘南バス） |
| 所管営業所         | 五所川原営業所                           |
| 所在地             | 五所川原市金木町字芦野261番地10号        |
| 所管路線数         | （現在なし）                             |
| 開所日             | 1955年8月10日                            |

弘南バス金木案内所（こうなんバスかなぎあんないしょ）は、青森県五所川原市にある弘南バスの待機所である。
以前は車両・乗務員の配置があったが、現在は無人化され、庁舎は閉鎖された。

## 沿革
- 1955年8月10日 - 金木出張所を開設[1]。
- 1960年8月 - 組織改正により、金木案内所（五所川原営業所所管）となる。
- 1966年10月 - 金木案内所が新築完成。
- 1990年代 - 弘南サービスに移管、弘南サービス 金木営業所に改組。
- 2006年4月1日 - 弘南バスに移管、五所川原営業所 金木車庫に改組。
- 2007年4月1日 - 五所川原市からの補助金削減に伴い、金木管内4路線を大幅減便。
- 2008年4月1日 - 利用客の減少により、「富萢・中里高校線」「稲垣・牛潟線」を廃止。「田茂木・長泥線」「喜良市線」およびスクールバス（五所川原市立金木小学校、五所川原市立金木保育所、つがる市立瑞穂小学校）の運行・管理業務を五所川原営業所へ移管し、金木案内所（五所川原営業所所管）に改組。
- 2008年6月1日 - 待合室利用可能時間・定期券販売窓口の営業時間を短縮。
- 2009年4月1日 - 「田茂木・長泥線」「喜良市線」を廃止し、新たに「金木線（嘉瀬駅前 - 神原）」の運行を開始。
- 2010年4月1日 - 無人化（閉鎖）。

## 停車路線
- 五所川原 - 小泊線 （中里経由）

## 設備（すべて取り壊し）
- 庁舎
- 車庫

## その他
- 停車するバスは、五所川原行は中里側入口より構内に進入し、五所川原側入口前のバス停（待合室前）に停車、小泊行は構内には進入せず、庁舎寄りに幅寄せして停車したが、庁舎取り壊しにより、国道339号上に設置されたバス停から乗降する。
- 金木案内所の無人化（閉鎖）に伴い、回数券・津軽漫遊フリーパス・ワンバケーションパス・ファイブバケーションパス・高速バス乗車券の販売を、金木タウンセンター ノア・ファッション館内のあきもとへ委託した。